# Quincerot (Côte-d’Or)
Quincerot település Franciaországban, Côte-d’Or megyében. Lakosainak száma 78 fő (2022. január 1.). Quincerot Saint-Rémy, Crépand, Montbard, Quincy-le-Vicomte és Saint-Germain-lès-Senailly községekkel határos.

## Népesség
A település népességének változása:
| Lakosok száma | 64   | 50   | 57   | 91   | 83   | 79   | 76   | 77   | 79   | 78   |
|               | 1968 | 1982 | 1990 | 2006 | 2013 | 2015 | 2017 | 2019 | 2020 | 2022 |